# Pueraria wallichii
Pueraria wallichii är en ärtväxtart som beskrevs av Dc. Pueraria wallichii ingår i släktet Pueraria och familjen ärtväxter. Inga underarter finns listade i Catalogue of Life.